# ترفيد (علاقات دولية)

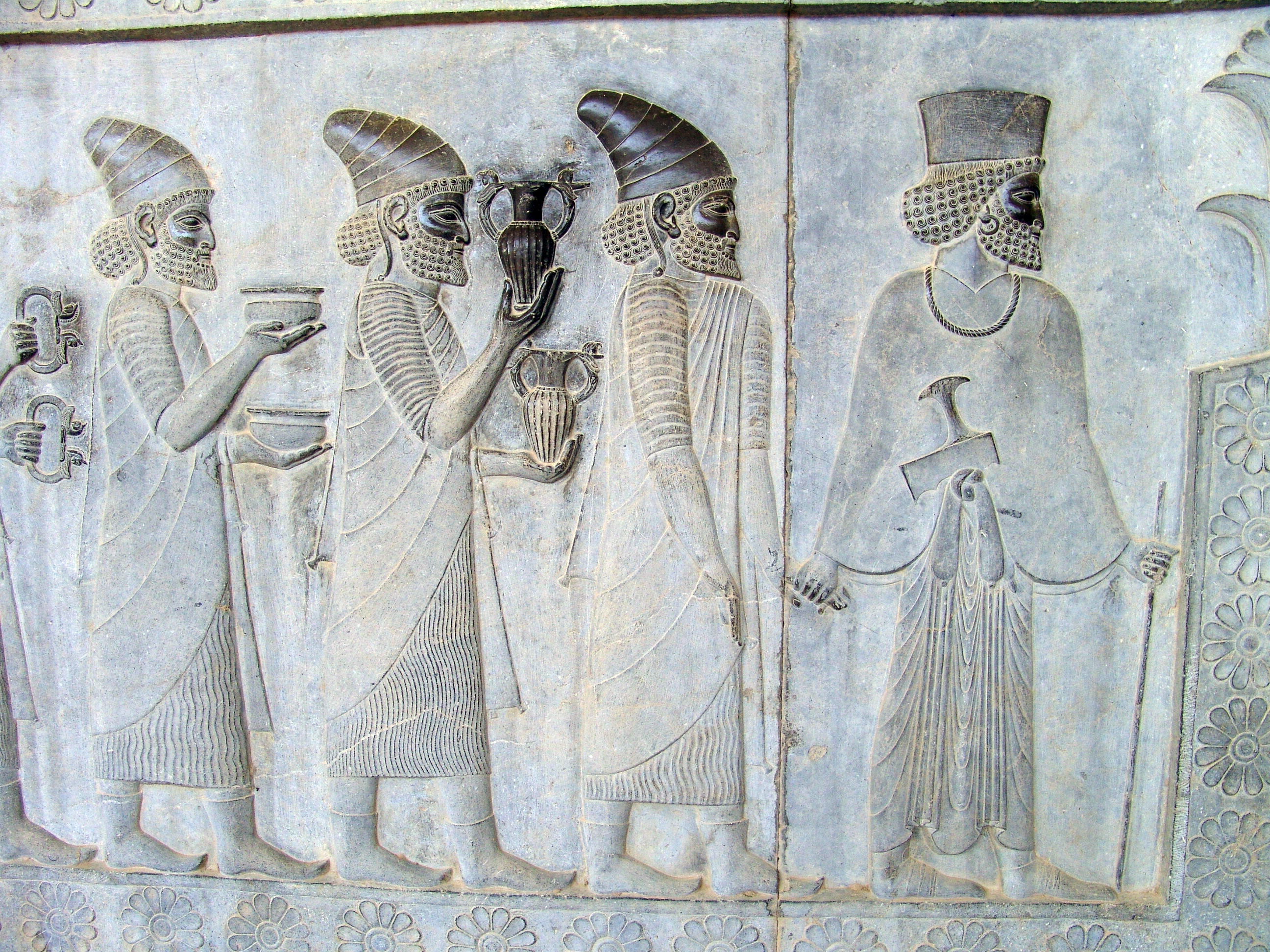

الترفيد (باللاتينية: tributum) ثروة –عينية غالبًا– يهبها طرف لطرف آخر من باب الإجلال والاحترام، أو الإذعان وتقديم الولاء كما في السياقات التاريخية. حصَّلته دول قديمة كثيرة من حكام الأراضي المفتوحة، أو الأراضي التي هددت تلك البلدان بفتحها. في التحالفات ربما رفَّد الطرف الأدنى الطرف الأعلى الأقوى لإظهار الولاء، وأحيانًا لتمويل مشاريع نافعة لكليهما. لِتُعَدّ العطية «ترفيدًا» يَلزم أن يخضع الدافع خضوعًا سياسيًّا للمدفوع إليه. فعلى سبيل المثال: المبالغ الكبيرة التي دفعتها الإمبراطوريتان الرومانية والبيزنطية إلى البرابرة لكيلا يهاجموا أراضيهما– لا تعد ترافيد، لأنهما لم تخضعا للبربر. ما يدفعه الأعلى سياسيًّا إلى الأدنى يكون في إطار «الدعم».
الإمبراطورية الأخمينية الفارسية القديمة مثال للإمبراطوريات الترفيدية، فقد كانت مطالبها من رعيّتها غير الفارسية قليلة نسبيًّا فيما عدا الترافيد المنتظمة التي كانت تُدفع ذهبًا أو سلعًا فاخرة أو حيواناتٍ أو جنودًا أو عبيدًا، لكن عواقب عدم الانتظام في دفعها كانت وخيمة. يَظهر في نقوش «تخت جمشيد» مواكب فيها أناس يحملون ترافيد مختلفة.
وأيضًا حكام روسيا المغوليون لم ينتظروا من الولايات الروسية في العصور الوسطى إلا الترافيد، وتركوا الولايات وشأنها تحكم نفسها حكمًا مستقلًّا. وتلقّى الأثينيون ترافيد من بلدان «الحلف الديلي» الأخرى. وحصَّلت الإمبراطوريات الآشورية والبابلية والقرطاجية والرومانية ترافيد من مقاطعاتها والممالك الخاضعة لها. وتلقت الصين القديمة ترافيد من بلدان مختلفة، منها: اليابان وكوريا وفيتنام وكمبوديا وبورنيو وإندونيسيا وسريلانكا ونيبال وميانمار وآسيا الوسطى. وإمبراطورية الآزتيك كذلك. حصَّلت الجمهورية الرومانية ترافيد لشنّ الحروب، وكانت الترافيد مدفوعات تُعادل ضرائب المِلكية النسبية.
الإمبراطوريات الترفيدية عكس الإمبراطورية الرومانية وأمثالها التي سيطرت على الأراضي الخاضعة لها واحتلتها. الولاية الترفيدية تُبقي على استقلالها ووضعها السياسي كما هما من خلال دفع الترافيد وحسب. لكن أحيانًا ما سيطرت الجمهورية الرومانية والإمبراطورية الرومانية على ممالك تُرفِّدها.

## دور الترافيد في الحكم والتنظيم التجاري في الصين القديمة
في الصين القديمة كان النظام الترفيدي وسيلة إدارية تتحكم بها الصين في مصالحها، ووسيلة تكتسب بها البلدان الأجنبية المرفِّدة مزايا تجارية حصرية. وكان جزءًا لا يتجزأ من الفلسفة الكونفوشية، يراه الصينيون مكافئًا لإكرام الأولاد الصغار آباءهم الكبار، بتكريس بعض ثرواتهم لهذا الغرض. وكان بين الإمبراطورية الصينية والولايات الترفيدية زواج مصالح، كزواج سونغتسين غامبو بالأميرة وينتشنغ (غياسا).
كثيرًا ما تلقت الصين ترافيد من الولايات الخاضعة للحضارة الكونفوشية، مقابل بعض منتجات الصين واعترافها بسلطة الولايات وسيادتها. كان للإمبراطوريات الصينية على مر التاريخ ولايات ترفيدية عديدة، منها البلدان المجاورة التي من قبيل: اليابان وكوريا وفيتنام وكمبوديا وبورنيو وإندونيسيا وآسيا الوسطى. وهذه العلاقة الترفيدية تُدعى عندهم جيمي (羈縻) أو سيفنج (冊封) أو تشاوغونغ (朝貢)، وتُدعى عند اليابانيين شينكو (進貢) وساكوهو (冊封) وتشوكو (朝貢).
جاء في «كتاب الْهَان» الصيني أن القبائل اليابانية التي تألّف منها شعب «وا» رفَّدت الصين في القرن الأول، لكنها توقفت عن ترفيدها ونبذت النظام الترفيدي في فترة «هييآن»، دون إضرار بالعلاقات الاقتصادية. رجعت اليابان إلى النظام الترفيدي في عهد أشيكاغا يوشيميتسو بفترة موروماتشي، لكنها لم تستأنف الترفيد.
جاء في الوثيقة التاريخية الكورية المدعوة «تاريخ الممالك الثلاث» (بالكورية: 삼국사기، وبالهانجية: 三國史記) أن مملكة غوغوريو أرسلت في 32 بعد الميلاد مندوبِين دبلوماسيين إلى أسرة هان، واعترف غوانغوو إمبراطور الهان بشرعيتها رسميًّا. تأسست العلاقة الترفيدية بين الصين وكوريا أثناء فترة ممالك كوريا الثلاثة، لكنها في الواقع لم تكن أكثر من شكليات دبلوماسية لتعزيز الشرعية وتسهيل الحصول على المنتَجات الثقافية الصينية. استمرت هذه العلاقة بدرجات متفاوتة في عهد أُسَر مختلفة، إلى أن انهزمت الصين في الحرب اليابانية الصينية الأولى (1894-1895). وأما علاقة الصين وفيتنام فكانت «علاقة ترفيدية هرمية». وضعت الصين حدًّا لسيادتها على فيتنام في 1885 بإبرام «معاهد تيانجين» بعد الحرب الصينية الفرنسية. وكانت تايلاند دولة تابعة ترفيدية للصين منذ عهد أسرة سُوي إلى «تمرُّد تايبينغ» الذي تمردتْه أسرة تشينغ في منتصف القرن التاسع عشر.
قبل القرن العشرين كانت السياسة الجغرافية لشرق آسيا وجنوب شرقها متأثرة بالنظام الترفيدي الصيني، الذي ضَمن لبلدان المنطقة شرعيتها وسيادتها، وضمن للصين ثرواتٍ وأصولًا قيّمة. كان «المبرر النظري» لذلك النظام هو «التوكيل السماوي» الذي مفاده أن السماوات وكّلت إمبراطور الصين على الحكم، لتنال البشرية كلها حسنات. غالبية الدول الآسيوية اتبعت هذا النظام من نفسها تطوعيًّا.
بين «الترفيد» و«الهدية» فرق كبير. فَلِلترفيد (貢) دلالات مهمة، وقد حرص الأباطرة الصينيون على تأكيد أن الهدايا التي يرسلونها مجرد هدايا، لا ترافيد. وحينما اضطُرت أُسرتا هان وسونغ إلى رَشْو بدْو «الشيونغنو» و«الخيتان» لكيلا يهاجموا حدودهما، أرسل إمبراطوراهما «هدايا». والمرة الوحيدة التي رفَّدت فيها أسرةٌ أسرةً أخرى كانت في عهد أسرة سونغ الجنوبية، إذ رفدت أسرةَ جين إحقاقًا للسلام، لأن الأخيرة بعدما احتلت السهول المحيطة بالنهر الأصفر صارت ترى نفسها أيضًا موكَّلة شرعية من السماء.
في رحلات «تشنغ خه» كان أسطوله يعود مع وفود أجنبية حاملة ترافيد. وكانت ولايات أجنبية تتلقى هدايا لإقامة علاقات ترفيدية بين أسرة مينغ والممالك الأجنبية.

## مفهوم الترفيد في أوروبا الغربية بالعصور الوسطى
كان بوسع الغزاة والمُغِيرين –الفايكنغ والكِلْت مثلًا- تحصيل ترافيد بدل الإغارة، إن قَبِل المستهدَفون دفع مبلغ متفق عليه، ومن الأمثلة الشهيرة «الترفيد الدانماركي».
لم تكن الترافيد دائمًا نقودًا، بل تضمنت أي شيء ثمين، فكانت طريقة فعالة لإبقاء الدافعين رهائن آمِنة مقابل حسن السلوك. فرض عديد من أمراء العصور الوسطى ترافيد على القرويين والأتباع، نظير الحماية بتوفير تكاليف تجهيز الجيوش أو تأجير مرتزقة ضد بلد مجاور مُعاد.

## الخلافة الإسلامية
سَنّت الخلافة الإسلامية نوعًا جديدًا من الترافيد، يُدعى «الجزية»، ويمتاز جدًّا عن الترافيد الرومانية المبكرة. تقول باتريشا سِيد:
«ما يفرق الجزية عن الترفيد الروماني أنها كانت ضريبة على الأشخاص حصرًا، بل الرجال البالغين. وأما الترفيد الروماني فأحيانًا ما كان –إلى جانب صورته الضريبية– صورة من صور الاستعارة والاقتراض، وكان يمكن فرضه على الأراضي ومُلّاكها وملّاك العبيد وغيرهم. وحتى عند فرضه على الأفراد، كان مقداره يحدَّد بقيمة أصول الجماعة، لا بعدد الرجال الذين بلغوا سن القتال كما الجزية. لاحقًا استعمل الحكام المسيحيون الإيبيريون ضرائب مشابهة بعد استعادتهم شبه الجزيرة الإيبيرية».